# Wen Shu (krater)
Wen Shu är en nedslagskrater på planeten Venus. Wen Shu har fått sitt namn efter den kinesiska målaren Wen Shu.
Kratern har en diameter på ungefär 31 km.